# Chutes Ryūzu
Les chutes Ryūzu (竜頭の滝, Ryūzu no taki) sont des chutes d'eau situées à Nikkō dans la préfecture de Tochigi, au Japon.

## Toponymie
Littéralement, l'association des deux sinogrammes 竜 et 頭 signifie « tête de dragon ». Les chutes qui débutent par une simple chute du flot de la rivière Yu se terminent dans un bassin d'eau en formant deux branches séparées par un rocher dont la forme évoque la tête d'un dragon, d'où le nom des chutes.
Le toponyme est parfois écrit selon la graphie alternative « 龍頭の滝 ».

## Géographie
Les chutes Ryūzu sont situées dans l'ouest de la ville de Nikkō (préfecture de Tochigi), sur l'île d'Honshū. Elles constituent une section aval de la rivière Yu, un cours d'eau dont le parcours sur le plateau Senjō se termine au lac Chūzenji, au sud des monts Nikkō.

## Caractéristiques
Les chutes Ryūzu se composent de plusieurs sauts et s'étendent, à l'altitude d'environ 1 325 m, sur 210 m en hauteur et 10 m en largeur le long d'un abrupt fait de roches volcaniques éjectées du cratère du volcan Nantai voisin,. Elle est entourée d'une forêt de hêtres du Japon (Fagus crenata), de tilleuls du Japon (Tilia japonica), d'azalées (Rhododendron wadanum et Rhododendron quinquefolium) et d'érables du Japon (Acer palmatum), une configuration végétale particulièrement appréciée des Japonais en automne lorsque les feuilles des érables virent au rouge sang et celles des hêtres au jaune vif.

## Histoire
Il y a environ 23 000 ans, le volcan Nantai émerge du sol de l'arc volcanique Nord-Est de l'île de Honshū par accumulation de coulées pyroclastiques successives,. La plupart des volcans des monts Nikkō sont déjà formés — les monts Nyohō et Tarō notamment —, et les rivières Yu et Daiya ne forment qu'un seul cours d'eau qui s'oriente vers le nord-est aux environs de l'actuel emplacement des chutes de Kegon. Cette première phase d'activité prend fin il y a 17 000 ans avec des éruptions particulièrement explosives dont les éjectas façonnent le relief environnant,. Au cours de cette brève période de formation et d'activité volcanique, les épanchements magmatiques du mont Nantai interrompent le cours de la rivière qui serpente au pied de sa face sud. L'eau qui s'accumule le long de ce barrage naturel forme les plateaux marécageux : Senjōgahara et Odashirogahara, le lac Chūzenji et les chutes Ryūzu, environ 1 km au nord-ouest du lac,.